# 新山交匯處
新山交匯處（英語：San Shan Interchange）是一個位於香港九龍城區，連接啟德隧道西端出口、新山道、九龍城道及東九龍走廊天橋的公路交匯處，屬於5號幹線的一部分。

## 簡介
1976年10月19日，香港政府工務司署將造價四千五百萬港元的新山交匯處工程合約授予熊谷組（香港）有限公司，選址馬頭角牲畜檢疫站西側。
工程項目施工周期為三十個月，工程主要包括建造全長280米的隧道結構，用以銜接九龍城道與啟德隧道西側出入口。合約工程範圍同時涵蓋新山道延伸至九龍城道的路段工程，並對九龍城道交匯處實施路面擴寬工程。此外，工程方案還包括在交匯處興建多條行車斜道，以優化區域交通流線，提升車輛通行效率。
1981年4月22日，東九龍走廊通車。然而，當時由於新山交匯處尚未啟用，車輛在走廊北端需要經過臨時設置的紅綠燈口進入馬頭圍道，導致交通擠塞，為人詬病。
1982年6月29日，新山交匯處隨啟德隧道啟用。